# Limnophila parviflora
Limnophila parviflora är en grobladsväxtart som beskrevs av T. Yamazaki. Limnophila parviflora ingår i släktet Limnophila och familjen grobladsväxter. Inga underarter finns listade i Catalogue of Life.